# Tweekleurig springzaad
Tweekleurig springzaad (Impatiens balfourii) is een eenjarige plant in de Balsemienfamilie. De soort komt van nature voor in de Himalaya en is in Nederland ingeburgerd. Het aantal chromosomen is 2n = 14.
De plant wordt 40-80 cm hoog en heeft roodachtige stengels. De spitse, 5 tot 10 cm lange en 2 tot 4 cm brede bladeren zijn ovaal tot elliptisch. De bladrand is gezaagd tot getand. De bladsteel is tot 55 mm lang. De bladeren staan afwisselend (onderscheidend kenmerk van reuzenbalsemien met tegenoverstaande bladeren). Aan de basis van de bladeren zitten honingklieren.
Tweekleurig springzaad bloeit vanaf juli tot in november. De bloeiwijze is een tot 10 cm lange tros. De 2 cm grote bloemkroon is bijna altijd tweekleurig, meestal zijn de bovenste drie kroonbladen wit en de onderste twee roze, ook rood tot paars komt voor en soms geel bij de keel van de kroonbuis. De 10-15 mm lange spoor is recht of licht gebogen en in een punt toelopend.
De vrucht is een 20-24 mm lange, rechtopstaande doosvrucht. De eivormige, 2,5-3 mm lange zaden worden verspreid doordat de rijpe vrucht bij aanraking met kracht openspringt en de zaden wegschieten.

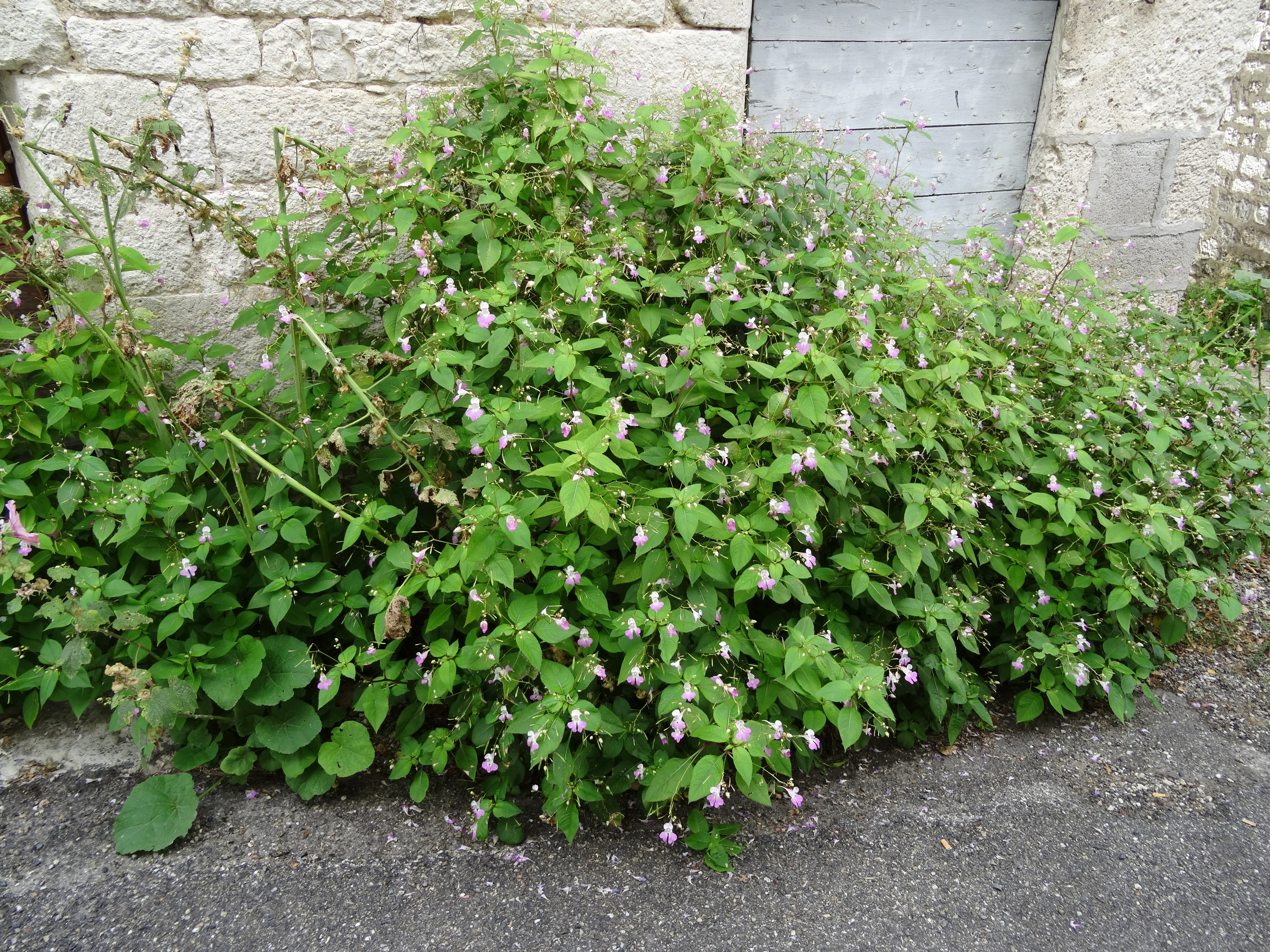
Plant
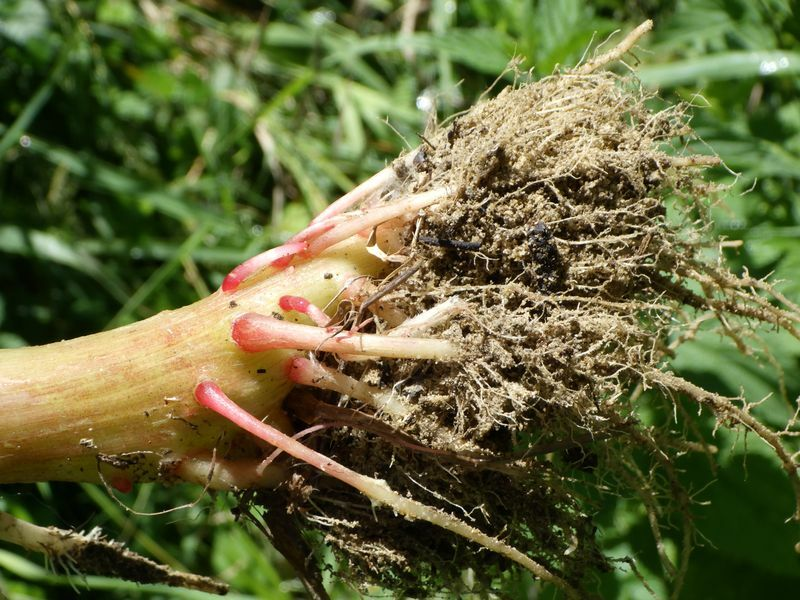
Wortels
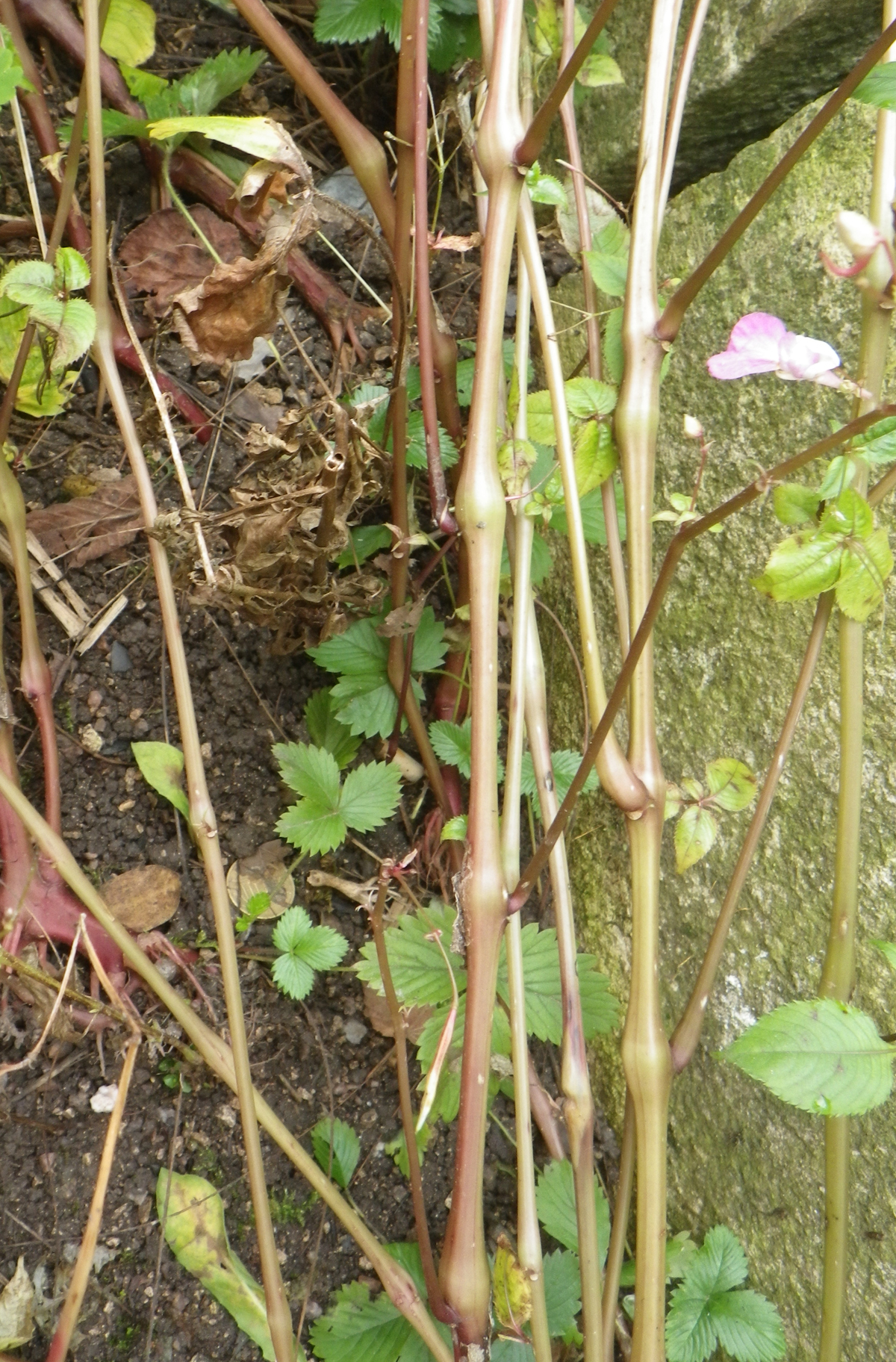
Stengels
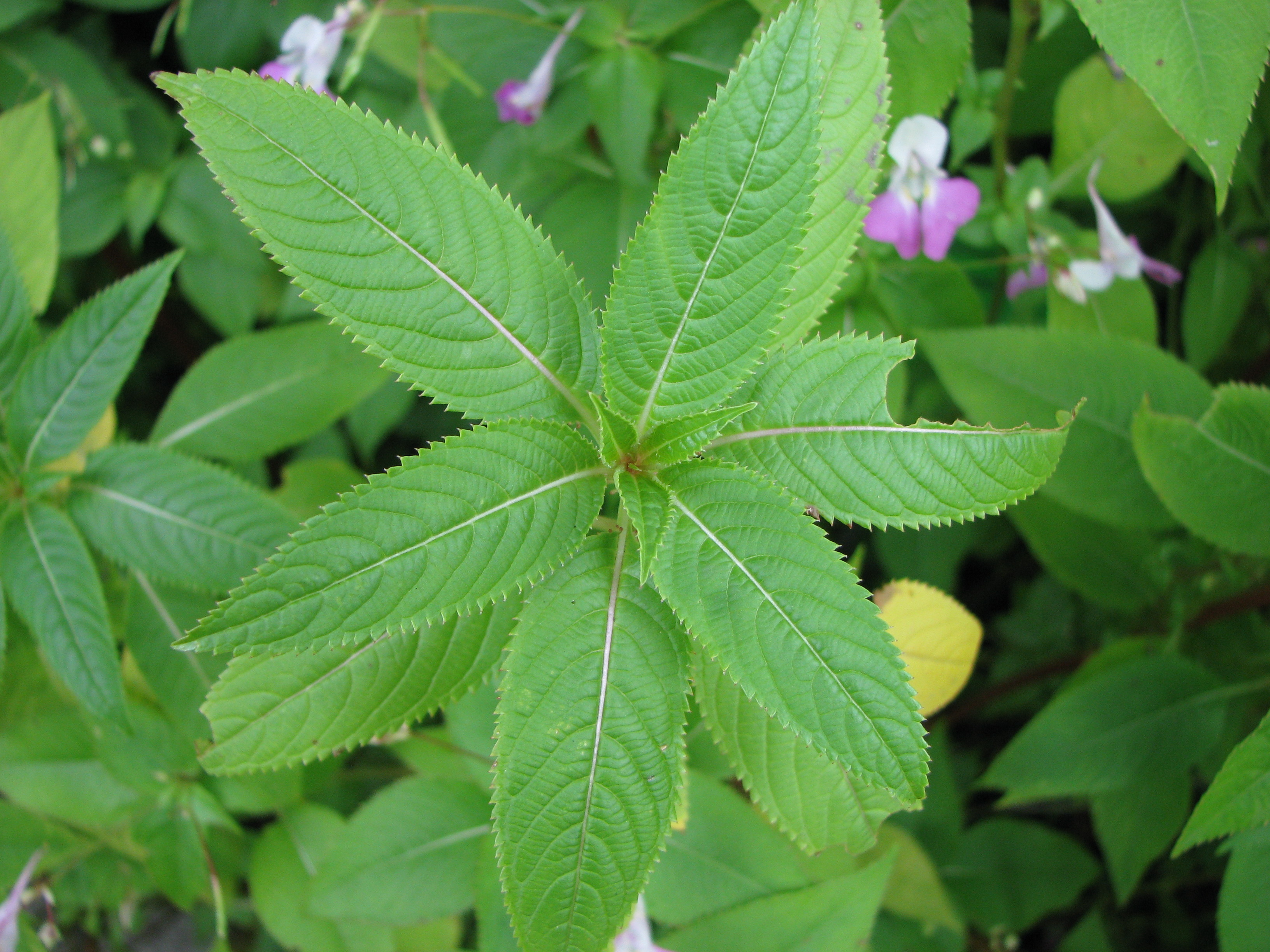
Bladeren
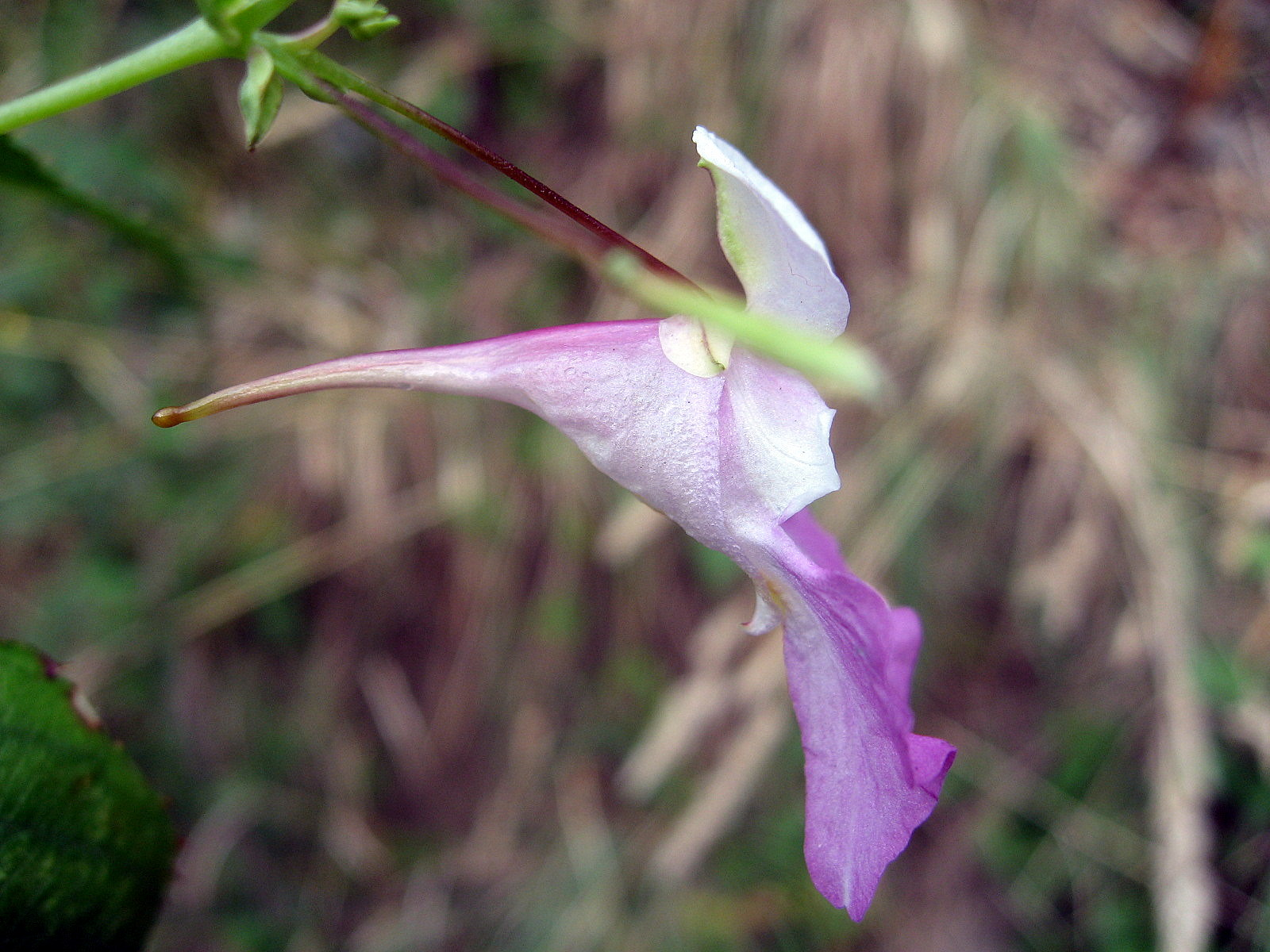
Bloem met spoor
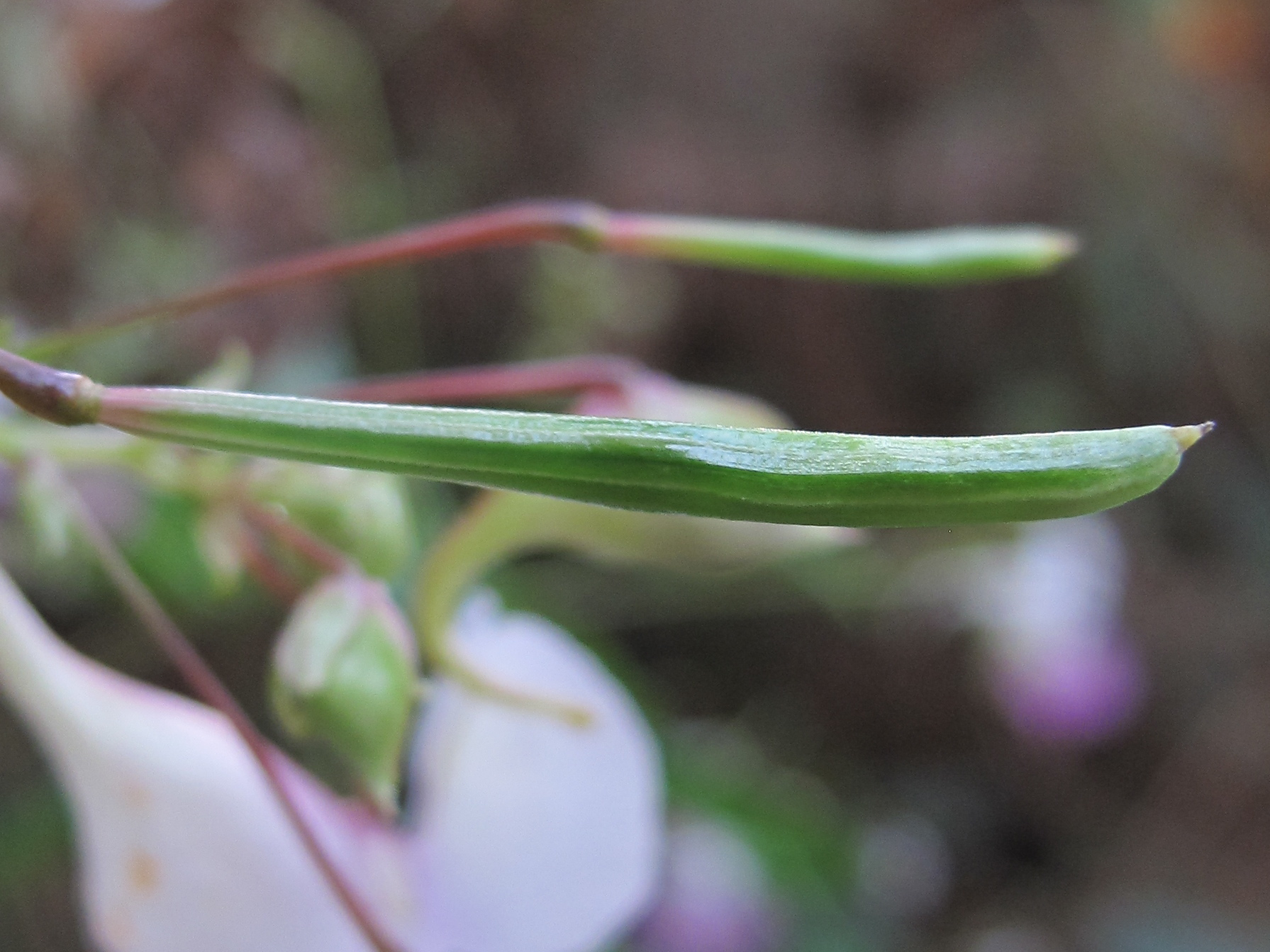
Vrucht
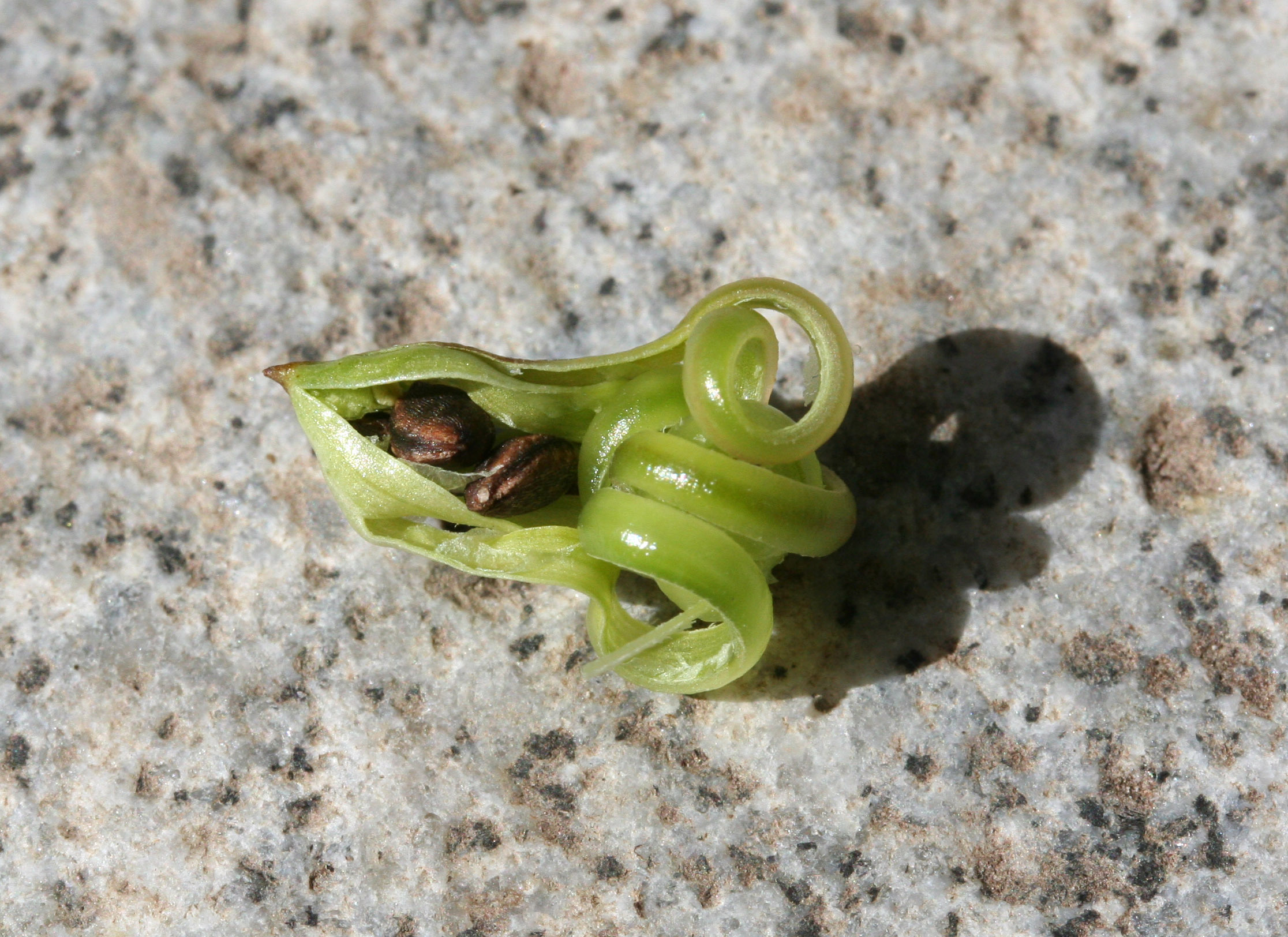
Vrucht met zaden
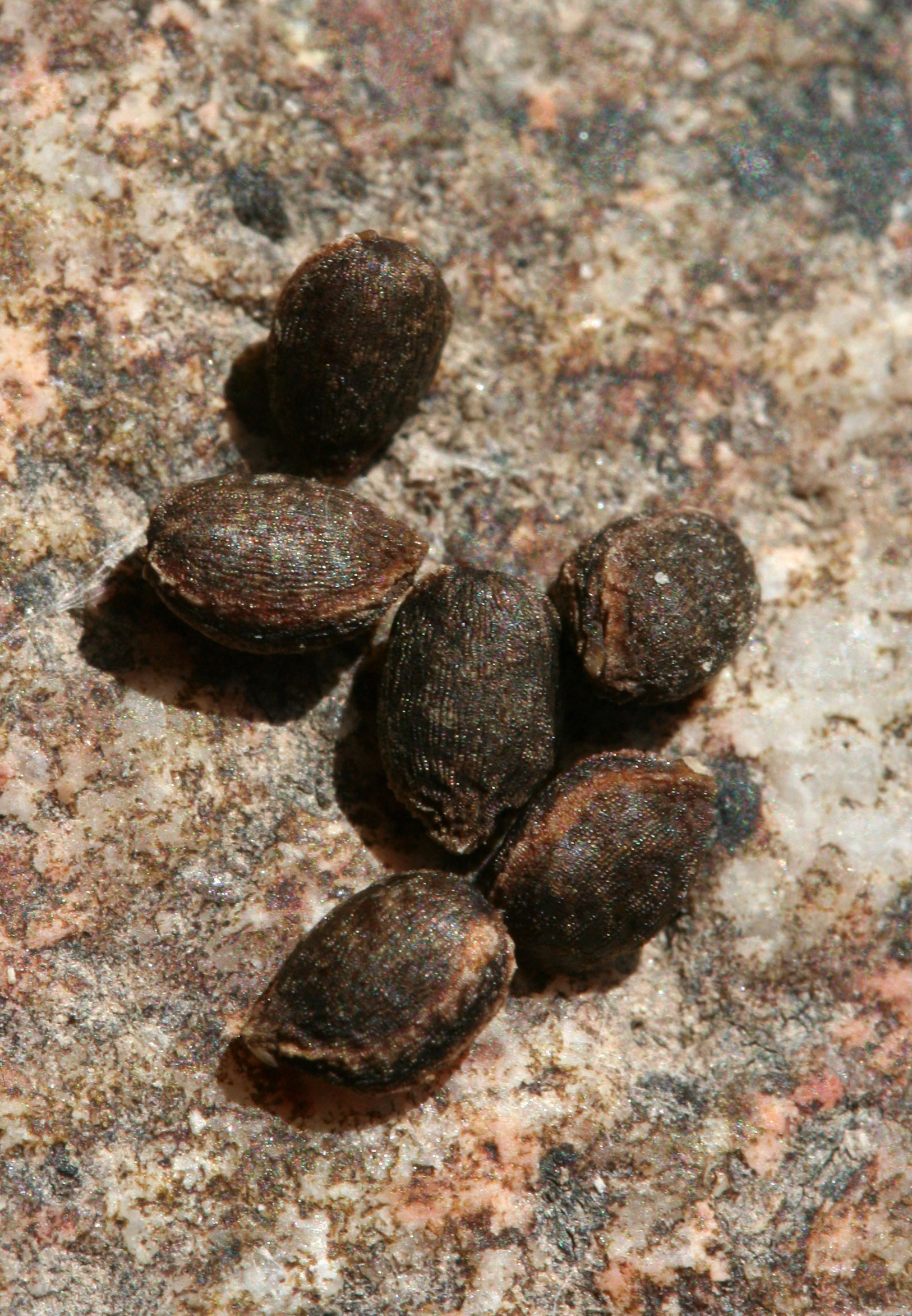
Zaden